# NGC 647
NGC 647 je galaksija u zviježđu Kit.

## Vanjske poveznice
- SEDS: NGC 0647